# Artur Quadros Colares Moreira
Artur Quadros Colares Moreira foi um político brasileiro.
Foi governador do Maranhão, de 25 de maio de 1908 a 25 de fevereiro de 1909.